# Lista de montanhas da Itália
Esta é uma lista de montanhas da Itália

## Alpes
| Montanha                             | Altitude (m) | Proeminência (m) | Coordenadas                  | Cordilheira             | Cordilheira   | Província                         | 1.ª asc. ascent |
| ------------------------------------ | ------------ | ---------------- | ---------------------------- | ----------------------- | ------------- | --------------------------------- | --------------- |
| Monte Branco                         | 4808         | 4695             | 45° 49′ 57″ N, 6° 51′ 52″ L  | Maciço do Monte Branco  | I/B-07.V-B    | Aosta                             | 1786            |
| Lyskamm                              | 4527         | 376              | 45° 55′ 20″ N, 7° 50′ 08″ L  | Alpes Peninos           | I/B-09.III-A  | Aosta                             | 1861            |
| Matterhorn / Monte Cervino           | 4478         | 1042             | 45° 58′ 35″ N, 7° 39′ 31″ L  | Alpes Peninos           | I/B-09.II-A   | Aosta                             | 1865            |
| Grandes Jorasses (Pointe Walker)     | 4208         | 843              | 45° 52′ 09″ N, 6° 59′ 18″ L  | Maciço do Monte Branco  | I/B-07.V-B    | Aosta                             | 1868            |
| Dent d'Hérens                        | 4174         | 701              | 45° 58′ 12″ N, 7° 36′ 19″ L  | Alpes Peninos           | I/B-09.II-A   | Aosta                             | 1863            |
| Breithorn                            | 4164         | 439              | 45° 56′ 28″ N, 7° 44′ 56″ L  | Alpes Peninos           | I/B-09.III-A  | Aosta                             | 1813            |
| Gran Paradiso                        | 4061         | 1888             | 45° 31′ 05″ N, 7° 16′ 02″ L  | Alpes Graios            | I/B-07.IV-A   | Aosta                             | 1860            |
| Piz Zupò                             | 3996         | 405              | 46° 22′ 06″ N, 9° 55′ 53″ L  | Cordilheira Bernina     | II/A-15.III-A | Sondrio                           | 1863            |
| Grivola                              | 3969         | 714              | 45° 35′ 45″ N, 7° 15′ 27″ L  | Alpes Graios            | I/B-07.IV-A   | Vale de Aosta                     | 1859            |
| Aiguille de Tré la Tête              | 3930         | 588              | 45° 47′ 41″ N, 6° 48′ 54″ L  | Maciço do Monte Branco  | I/B-07.V-A    | Vale de Aosta                     | 1864            |
| Ortler                               | 3905         | 1953             | 46° 30′ 32″ N, 10° 32′ 41″ L | Alpes de Ortler         | II/C-28.I-A   | Tirol do Sul                      | 1804            |
| Aiguille de Triolet                  | 3870         | 301              | 45° 55′ 00″ N, 7° 01′ 28″ L  | Maciço do Monte Branco  | I/B-07.V-B    | Aosta                             | 1874            |
| Königspitze / Gran Zebrù             | 3851         | 424              | 46° 28′ 43″ N, 10° 34′ 06″ L | Alpes de Ortler         | II/C-28.I-A   | Tirol do Sul/Sondrio              | 1854            |
| Monviso / Monte Viso / Vísol         | 3841         | 2062             | 44° 40′ 03″ N, 7° 05′ 27″ L  | Alpes Cócios do Sul     | I/A-04.I-C    | Cuneo                             | 1861            |
| Bouquetins                           | 3838         | 490              | 45° 58′ 56″ N, 7° 32′ 43″ L  | Alpes Peninos           | I/B-09.II-A   | Aosta                             | 1871            |
| Monte Dolent                         | 3820         | 330              | 45° 55′ 21″ N, 7° 02′ 46″ L  | Maciço do Monte Branco  | I/B-07.V-C    | Aosta                             | 1864            |
| Aiguille des Glaciers                | 3816         | 301              | 45° 46′ 43″ N, 6° 48′ 09″ L  | Maciço do Monte Branco  | I/B-07.V-A    | Aosta                             | 1878            |
| Aiguille Noire de Peuterey           | 3772         | 343              | 45° 48′ 55″ N, 6° 53′ 35″ L  | Maciço do Monte Branco  | I/B-07.V-B    | Vale de Aosta                     | 1877            |
| Monte Cevedale                       | 3769         | 531              | 46° 26′ 38″ N, 10° 37′ 00″ L | Alpes de Ortler         | II/C-28.I-A   | Sondrio/Trentino                  | 1865            |
| Aiguille de Leschaux                 | 3759         | 309              | 45° 53′ 15″ N, 7° 00′ 25″ L  | Maciço do Monte Branco  | I/B-07.V-B    | Aosta                             | 1872            |
| Aiguille de la Grande Sassière       | 3747         | 792              | 45° 30′ 18″ N, 7° 00′ 00″ L  | Alpes Graios            | I/B-07.III-A  | Aosta                             | 1808            |
| Weißkugel                            | 3739         | 569              | 46° 47′ 52″ N, 10° 43′ 35″ L | Alpes de Ötztal         | II/A-16.I-A   | Tirol do Sul                      | 1845            |
| Monte Vélan                          | 3726         | 620              | 45° 53′ 30″ N, 7° 15′ 06″ L  | Alpes Peninos           | I/B-09.I-B    | Aosta                             | 1779            |
| La Singla                            | 3714         | 452              | 45° 56′ 45″ N, 7° 28′ 19″ L  | Alpes Peninos           | I/B-09.I-C    | Aosta                             | 1867            |
| Torre del Gran San Pietro            | 3692         | 377              | 45° 31′ 33″ N, 7° 21′ 32″ L  | Alpes Graios            | I/B-07.IV-A   | Aosta/Turim                       | 1867            |
| Monte Disgrazia                      | 3678         | 1116             | 46° 16′ 09″ N, 9° 44′ 58″ L  | Cordilheira Bregaglia   | II/A-15.III-B | Sondrio                           | 1862            |
| Punta San Matteo                     | 3678         | 369              | 46° 22′ 40″ N, 10° 34′ 02″ L | Alpes de Ortler         | II/C-28.I-A   | Sondrio/Trentino                  | 1865            |
| Uia di Ciamarella                    | 3676         | 664              | 45° 19′ 43″ N, 7° 08′ 43″ L  | Alpes Graios            | I/B-07.I-B    | Turim                             | 1857            |
| Portjengrat: Pizzo d'Andolla         | 3654         | 411              | 46° 06′ 03″ N, 8° 02′ 05″ L  | Alpes Peninos           | I/B-09.V-B    | V-C-O                             | 1871            |
| Ciarforon                            | 3643         | 349              | 45° 29′ 36″ N, 7° 14′ 50″ L  | Alpes Graios            | I/B-07.IV-A   | Aosta/Turim                       | 1871            |
| Hintere Schwärze                     | 3628         | 835              | 46° 46′ 24″ N, 10° 54′ 53″ L | Alpes de Ötztal         | II/A-16.I-A   | Tirol do Sul                      | 1867            |
| Levanna Centrale                     | 3619         | 525              | 45° 24′ 37″ N, 7° 10′ 19″ L  | Alpes Graios            | I/B-07.I-C    | Turim                             | 1875            |
| Grande Rousse/Bec de l'Invergnan     | 3607         | 525              | 45° 33′ 48″ N, 7° 05′ 04″ L  | Alpes Graios            | I/B-07.III-A  | Aosta                             | 1874            |
| Tsanteleina                          | 3602         | 490              | 45° 28′ 46″ N, 7° 02′ 46″ L  | Alpes Graios            | I/B-07.III-A  | Aosta                             | 1865            |
| Piz Glüschaint                       | 3594         | 341              | 46° 21′ 45″ N, 9° 50′ 24″ L  | Cordilheira Bernina     | II/A-15.III-A | Sondrio                           | 1863            |
| Bessanèse                            | 3592         | 386              | 45° 18′ 08″ N, 7° 07′ 10″ L  | Alpes Graios            | I/B-07.I-B    | Turim                             | 1857            |
| Monte Brulé                          | 3578         | 365              | 45° 57′ 18″ N, 7° 32′ 18″ L  | Alpes Peninos           | I/B-09.II-A   | Aosta                             | 1876            |
| Croix Rousse/Croce Rossa             | 3571         | 499              | 45° 15′ 38″ N, 7° 08′ 05″ L  | Alpes Graios            | I/B-07.I-B    | Turim                             | 1857            |
| Monte Emilius                        | 3559         | 733              | 45° 40′ 44″ N, 7° 23′ 05″ L  | Alpes Graios            | I/B-07.IV-C   | Aosta                             | 1826            |
| Presanella                           | 3558         | 1676             | 46° 13′ 12″ N, 10° 39′ 50″ L | Adamello-Presanella     | II/C-28.III-B | Trentino                          | 1864            |
| Aouille Tseuque                      | 3554         | 345              | 45° 55′ 49″ N, 7° 26′ 35″ L  | Alpes Peninos           | I/B-09.I-C    | Aosta                             |                 |
| Monte Leone                          | 3553         | 1144             | 46° 14′ 58″ N, 8° 06′ 36″ L  | Alpes Lepontinos        | I/B-10.I-A    | V-C-O                             | 1859            |
| Vertainspitze                        | 3545         | 422              | 46° 32′ 14″ N, 10° 38′ 08″ L | Alpes de Ortler         | II/C-28.I-A   | Tirol do Sul                      | 1865            |
| Adamello                             | 3539         | 664              | 46° 09′ 21″ N, 10° 29′ 46″ L | Adamello-Presanella     | II/C-28.III-A | Brescia                           | 1864            |
| Rocciamelone                         | 3538         | 310              | 45° 12′ 14″ N, 7° 04′ 37″ L  | Alpes Graios            | I/B-07.I-A    | Turim                             | 1358            |
| Mont Gelé                            | 3518         | 619              | 45° 54′ 15″ N, 7° 21′ 58″ L  | Alpes Peninos           | I/B-09.I-C    | Aosta                             | 1861            |
| Weißseespitze                        | 3518         | 345              | 46° 50′ 48″ N, 10° 43′ 02″ L | Ötztal Alps             | II/A-16.I-A   | Tirol do Sul                      | 1870            |
| Fineilspitze                         | 3514         | 504              | 46° 46′ 49″ N, 10° 49′ 55″ L | Ötztal Alps             | II/A-16.I-A   | Tirol do Sul                      | 1865            |
| Punta Tersiva                        | 3512         | 596              | 45° 37′ 14″ N, 7° 28′ 34″ L  | Alpes Graios            | I/B-07.IV-C   | Aosta                             | 1842            |
| Hochfeiler                           | 3509         | 981              | 46° 58′ 20″ N, 11° 43′ 40″ L | Alpes de Zillertal      | II/A-17.I-B   | Tirol do Sul                      | 1865            |
| Aiguille de Scolette/Pierre Menue    | 3506         | 1069             | 45° 09′ 36″ N, 6° 46′ 07″ L  | Northern Alpes Cócios   | I/A-04.III-B  | Turim                             | 1875            |
| Becca di Luseney / de Leseney        | 3504         | 646              | 45° 52′ 14″ N, 7° 29′ 28″ L  | Alpes Peninos           | I/B-09.II-B   | Aosta                             | 1866            |
| Dreiherrnspitze                      | 3499         | 581              | 47° 04′ 09″ N, 12° 14′ 27″ L | Venediger Group         | II/A-17.II-A  | Tirol Oriental/Salz./Tirol do Sul | 1866            |
| Rötspitze                            | 3496         | 653              | 47° 01′ 37″ N, 12° 12′ 19″ L | Venediger Group         | II/A-17.II-A  | Tirol Oriental/Tirol do Sul       | 1854            |
| Grande Traversière                   | 3496         | 342              | 45° 31′ 23″ N, 7° 03′ 21″ L  | Alpes Graios - Central  | I/B-07.III-A  | Vale de Aosta                     | 1885            |
| M. Morion Sud/M. Rion Méridional     | 3489         | 345              | 45° 52′ 41″ N, 7° 21′ 55″ L  | Alpes de Grande Combino | I/B-09.I-C    | Vale de Aosta                     |                 |
| Grand Nomenon                        | 3488         | 389              | 45° 36′ 43″ N, 7° 14′ 10″ L  | Gran Paradiso Alps      | I/B-07.IV-A   | Vale de Aosta                     | 1877            |
| Sonnighorn/ Pizzo Bottarello         | 3487         | 340              | 46° 04′ 27″ N, 8° 01′ 20″ L  | Alpes Weissmies         | I/B-09.V-B    | Valais/V-C-O                      | 1879            |
| Testa del Rutor                      | 3486         | 850              | 45° 37′ 51″ N, 7° 00′ 52″ L  | Alpes Graios - Central  | I/B-07.III-B  | Vale de Aosta                     | 1858            |
| Großer Möseler                       | 3480         | 455              | 46° 59′ 33″ N, 11° 46′ 55″ L | Alpes de Zillertal      | II/A-17.I-B   | Tirol do Norte/Tirol do Sul       | 1865            |
| Hochwilde                            | 3480         | 353              | 46° 45′ 56″ N, 11° 01′ 20″ L | Alpes de Ötztal         | II/A-16.I-A   | Tirol do Norte/Tirol do Sul       | 1852            |
| Hinterer Seelenkogel                 | 3472         | 441              | 46° 48′ 06″ N, 11° 02′ 40″ L | Ötztal Alps             | II/A-16.I-B   | Tirol do Norte/Tirol do Sul       | 1871            |
| Carè Alto                            | 3463         | 481              | 46° 06′ 29″ N, 10° 35′ 46″ L | Adamello-Presanella     | II/C-28.III-A | Trentino                          | 1865            |
| Hintere Eggenspitze / Cima Sternai   | 3443         | 478              | 46° 28′ 40″ N, 10° 46′ 14″ L | Alpes de Ortler         | II/C-28.I-A   | Tirol do Sul/Trentino             | 1868            |
| Roc du Mulinet/Cima Martellot        | 3442         | 342              | 45° 22′ 51″ N, 7° 09′ 46″ L  | Alpes Graios - SE       | I/B-07.I-B    | Savoy/Turim                       | 1878            |
| Piz Tremoggia                        | 3441         | 349              | 46° 21′ 07″ N, 9° 49′ 19″ L  | Bernina Range           | II/A-15.III-A | Graub./Sondrio                    | 1859            |
| Dosson di Genova                     | 3441         | 313              | 46° 08′ 55″ N, 10° 33′ 13″ L | Adamello-Presanella     | II/C-28.III-A | Brescia/Trentino                  | 1882            |
| Cima de' Piazzi                      | 3439         | 1202             | 46° 25′ 00″ N, 10° 17′ 06″ L | Alpes de Livigno        | II/A-15.IV-B  | Sondrio                           | 1867            |
| Lagaunspitze                         | 3439         | 422              | 46° 44′ 21″ N, 10° 44′ 21″ L | Ötztal Alps             | II/A-16.I-A   | Tirol do Sul                      | 1876            |
| Zufrittspitze                        | 3439         | 309              | 46° 30′ 07″ N, 10° 46′ 56″ L | Alpes de Ortler         | II/C-28.I-A   | Tirol do Sul                      | 1868            |
| Taou Blanc                           | 3438         | 415              | 45° 31′ 20″ N, 7° 08′ 53″ L  | Alpes Graios - Central  | I/B-07.III-A  | Vale de Aosta                     | 1880            |
| Hochgall                             | 3436         | 1148             | 46° 54′ 39″ N, 12° 08′ 23″ L | Grupo Rieserferner      | II/A-17.III-A | Tirol do Sul                      | 1854            |
| Punta Bianca di Bioula               | 3427         | 463              | 45° 35′ 12″ N, 7° 10′ 00″ L  | Alpes Graios - Central  | I/B-07.III-A  | Vale de Aosta                     |                 |
| Hochfirst                            | 3403         | 401              | 46° 49′ 36″ N, 11° 04′ 52″ L | Ötztal Alps             | II/A-16.I-A   | Tirol do Norte/Tirol do Sul       | 1870            |
| Brec de Chambeyron                   | 3389         | 462              | 44° 31′ 41″ N, 6° 51′ 12″ L  | Alpes Cócios do Sul     | I/A-04.I-A    | AdHP/Cuneo                        | 1878            |
| Veneziaspitze / Cima Venezia         | 3386         | 354              | 46° 27′ 14″ N, 10° 41′ 21″ L | Alpes de Ortler         | II/C-28.I-A   | Tirol do Sul/Trentino             | 1867            |
| Punta Sulè                           | 3384         | 311              | 45° 13′ 53″ N, 7° 08′ 15″ L  | Alpes Graios - SE       | I/B-07.I-B    | Turim                             |                 |
| Rognosa d'Etiache / d'Étache         | 3383         | 584              | 45° 08′ 05″ N, 6° 50′ 02″ L  | Alpes Cócios do Norte   | I/A-04.III-B  | Savoy/Turim                       | 1875            |
| Grand Tournalin                      | 3379         | 551              | 45° 52′ 18″ N, 7° 41′ 17″ L  | Alpes do Monte Rosa     | I/B-09.III-B  | Vale de Aosta                     | 1863            |
| Cima di Castello                     | 3379         | 388              | 46° 18′ 11″ N, 9° 40′ 37″ L  | Bregaglia Range         | II/A-15.III-B | Graub./Sondrio                    | 1866            |
| Großer Löffler                       | 3379         | 368              | 47° 01′ 57″ N, 11° 54′ 57″ L | Alpes de Zillertal      | II/A-17.I-B   | Tirol do Norte/Tirol do Sul       | 1843            |
| Mont d'Ambin / Rocca d'Ambin         | 3378         | 501              | 45° 09′ 24″ N, 6° 53′ 04″ L  | Alpes Cócios do Norte   | I/A-04.III-B  | Savoy/Turim                       | 1823            |
| Punta di Fontanella                  | 3378         | 333              | 45° 54′ 22″ N, 7° 33′ 21″ L  | Weisshorn-Matterhorn    | I/B-09.II-A   | Vale de Aosta                     | 1864            |
| Cima Viola                           | 3374         | 1073             | 46° 23′ 01″ N, 10° 11′ 47″ L | Alpes de Livigno        | II/A-15.IV-B  | Sondrio                           | 1875            |
| Blinnenhorn / Corno Cieco            | 3374         | 945              | 46° 25′ 33″ N, 8° 18′ 28″ L  | Leone-Gotthard Alps     | I/B-10.I-A    | Valais/V-C-O                      | 1866            |
| Monte Confinale                      | 3370         | 376              | 46° 26′ 58″ N, 10° 30′ 16″ L | Alpes de Ortler         | II/C-28.I-A   | Sondrio                           | 1864            |
| Pizzo Cengalo                        | 3369         | 620              | 46° 17′ 42″ N, 9° 36′ 07″ L  | Bregaglia Range         | II/A-15.III-B | Graub./Sondrio                    | 1866            |
| Schwarzenstein                       | 3369         | 342              | 47° 00′ 36″ N, 11° 52′ 27″ L | Alpes de Zillertal      | II/A-17.I-B   | Tirol do Norte/Tirol do Sul       | 1852            |
| Piz Fora                             | 3363         | 432              | 46° 20′ 27″ N, 9° 47′ 05″ L  | Bernina Range           | II/A-15.III-A | Graub./Sondrio                    | 1875            |
| Corno dei Tre Signori                | 3360         | 361              | 46° 20′ 35″ N, 10° 30′ 56″ L | Alpes de Ortler         | II/C-28.I-A   | Bresc/Sond/Trent                  | 1876            |
| Schneebiger Nock / Ruthnerhorn       | 3358         | 544              | 46° 54′ 19″ N, 12° 05′ 03″ L | Grupo Rieserferner      | II/A-17.III-A | Tirol do Sul                      | 1866            |
| Grande Roise                         | 3357         | 321              | 45° 40′ 31″ N, 7° 25′ 23″ L  | Gran Paradiso Alps      | I/B-07.IV-C   | Vale de Aosta                     | 1875            |
| Marmolada (Punta Penia)              | 3343         | 2134             | 46° 26′ 05″ N, 11° 51′ 03″ L | Dolomitas - NW          | II/C-31.III-B | Belluno/Trentino                  | 1864            |
| Cima Mongioia                        | 3340         | 685              | 44° 37′ 12″ N, 6° 56′ 59″ L  | Alpes Cócios do Sul     | I/A-04.I-A    | AdHP/Cuneo                        | 1823            |
| Roteck                               | 3337         | 483              | 46° 43′ 25″ N, 10° 59′ 03″ L | Ötztal Alps             | II/A-16.I-B   | Tirol do Sul                      | 1872            |
| Punta Sommeiller                     | 3332         | 339              | 45° 07′ 42″ N, 6° 51′ 09″ L  | Alpes Cócios do Norte   | I/A-04.III-B  | Alta Saboia/Turim                 | 1871            |
| Corno Baitone                        | 3330         | 483              | 46° 10′ 23″ N, 10° 26′ 28″ L | Adamello-Presanella     | II/C-28.III-A | Brescia                           | 1890            |
| Grande Rochère                       | 3326         | 836              | 45° 48′ 49″ N, 7° 03′ 41″ L  | Alpes de Grande Combino | I/B-09.I-A    | Vale de Aosta                     | 1832            |
| Busazza                              | 3326         | 304              | 46° 13′ 26″ N, 10° 36′ 40″ L | Adamello-Presanella     | II/C-28.III-B | Trentino                          | 1889            |
| Pizzo Scalino                        | 3323         | 859              | 46° 16′ 43″ N, 9° 58′ 25″ L  | Bernina Range           | II/A-15.III-A | Sondrio                           | 1830            |
| Corno Bianco                         | 3320         | 446              | 45° 49′ 22″ N, 7° 52′ 44″ L  | Alpes do Monte Rosa     | I/B-09.III-C  | Aosta/Vercelli                    | 1831            |
| Testa Grigia / Groabhopt             | 3315         | 643              | 45° 49′ 51″ N, 7° 47′ 12″ L  | Alpes do Monte Rosa     | I/B-09.III-B  | Vale de Aosta                     | 1858            |
| Torre di Lavina                      | 3308         | 475              | 45° 33′ 20″ N, 7° 26′ 55″ L  | Gran Paradiso Alps      | I/B-07.IV-A   | Aosta/Turim                       | 1856            |
| Laaser Spitze/Orgelspitze            | 3305         | 318              | 46° 33′ 43″ N, 10° 43′ 04″ L | Alpes de Ortler         | II/C-28.I-A   | Tirol do Sul                      | 1855            |
| Piz Paradisin                        | 3302         | 875              | 46° 25′ 34″ N, 10° 07′ 02″ L | Alpes de Livigno        | II/A-15.IV-B  | Graub./Sondrio                    |                 |
| Punta Ramiere / Bric Froid           | 3302         | 673              | 44° 51′ 51″ N, 6° 55′ 54″ L  | Alpes Cócios Centrais   | I/A-04.II-B   | H-Alpes/Turim                     | 1877            |
| Becca di Tos                         | 3301         | 461              | 45° 37′ 49″ N, 7° 06′ 24″ L  | Alpes Graios - Central  | I/B-07.III-A  | Vale de Aosta                     |                 |
| Cima Sud Argentera                   | 3297         | 1306             | 44° 10′ 41″ N, 7° 18′ 21″ L  | Alpes Marítimos         | I/A-02.I-B    | Cuneo                             | 1879            |
| Monte Sobretta                       | 3296         | 835              | 46° 23′ 51″ N, 10° 26′ 13″ L | Alpes de Ortler         | II/C-28.I-B   | Sondrio                           |                 |
| Punta Merciantaira                   | 3293         | 496              | 44° 51′ 00″ N, 6° 52′ 55″ L  | Alpes Cócios Centrais   | I/A-04.II-B   | H-Alpes/Turim                     | 1835            |
| Monte Aiguillette                    | 3287         | 472              | 44° 41′ 29″ N, 7° 01′ 36″ L  | Alpes Cócios do Sul     | I/A-04.I-C    | H-Alpes/Cuneo                     |                 |
| Punta di Pietra Rossa                | 3283         | 662              | 46° 19′ 29″ N, 10° 26′ 15″ L | Alpes de Ortler         | II/C-28.I-B   | Brescia                           |                 |
| Rognosa di Sestriere                 | 3280         | 575              | 44° 56′ 05″ N, 6° 55′ 52″ L  | Alpes Cócios Centrais   | I/A-04.II-A   | Turim                             | 1836            |
| Pizzo Dosdè                          | 3280         | 308              | 46° 24′ 36″ N, 10° 13′ 33″ L | Alpes de Livigno        | II/A-15.IV-B  | Sondrio                           | 1879            |
| Pizzo Tambo / Tambohorn              | 3279         | 1164             | 46° 29′ 49″ N, 9° 17′ 00″ L  | Alpes de Adula          | I/B-10.III-D  | Graub./Sondrio                    | 1828            |
| Hohe Weiße                           | 3279         | 384              | 46° 44′ 44″ N, 11° 02′ 14″ L | Ötztal Alps             | II/A-16.I-B   | Tirol do Sul                      | 1871            |
| Basòdino                             | 3272         | 959              | 46° 24′ 41″ N, 8° 28′ 07″ L  | Alpes de Ticino         | I/B-10.II-A   | Ticino/V-C-O                      | 1863            |
| Pointe d'Archeboc                    | 3272         | 439              | 45° 35′ 01″ N, 6° 58′ 49″ L  | Alpes Graios - Central  | I/B-07.III-A  | Savoy/Aosta                       |                 |
| Östliche Feuerstein                  | 3268         | 428              | 46° 58′ 18″ N, 11° 14′ 40″ L | Stubai Alps             | II/A-16.II-A  | Tirol do Norte/Tirol do Sul       | 1854            |
| Antelao                              | 3264         | 1735             | 46° 27′ 09″ N, 12° 15′ 38″ L | Dolomitas - NE          | II/C-31.I-E   | Belluno                           | 1863            |
| Scima da Saoseo                      | 3264         | 440              | 46° 23′ 08″ N, 10° 09′ 29″ L | Alpes de Livigno        | II/A-15.IV-B  | Graub./Sondrio                    | 1894            |
| Hasenöhrl                            | 3257         | 375              | 46° 32′ 40″ N, 10° 51′ 31″ L | Alpes de Ortler         | II/C-28.I-A   | Tirol do Sul                      | 1895            |
| Penne Blanche                        | 3254         | 349              | 45° 37′ 08″ N, 7° 25′ 37″ L  | Gran Paradiso Alps      | I/B-07.IV-C   | Vale de Aosta                     |                 |
| Berio Blanc                          | 3252         | 736              | 45° 45′ 11″ N, 6° 53′ 52″ L  | Maciço do Monte Branco  | I/B-07.III-B  | Vale de Aosta                     |                 |
| Rauhkofel                            | 3251         | 593              | 47° 04′ 34″ N, 12° 05′ 31″ L | Alpes de Zillertal      | II/A-17.I-B   | Tirol do Norte/Tirol do Sul       | 1853            |
| Wasenhorn / Punta Terrarossa         | 3246         | 476              | 46° 15′ 59″ N, 8° 05′ 08″ L  | Leone-Gotthard Alps     | I/B-10.I-A    | Valais/V-C-O                      | 1844            |
| Punta Painale                        | 3246         | 413              | 46° 15′ 24″ N, 9° 58′ 26″ L  | Bernina Range           | II/A-15.III-A | Sondrio                           | 1885            |
| Tofana di Mezzo                      | 3244         | 1369             | 46° 33′ 04″ N, 12° 03′ 56″ L | Dolomitas - NE          | II/C-31.I-D   | Belluno                           | 1863            |
| Grand Golliat                        | 3238         | 368              | 45° 51′ 33″ N, 7° 06′ 06″ L  | Alpes de Grande Combino | I/B-09.I-A    | Valais/Aosta                      | 1879            |
| Ofenhorn / Punta d'Arbola            | 3235         | 334              | 46° 23′ 12″ N, 8° 19′ 07″ L  | Leone-Gotthard Alps     | I/B-10.I-A    | Valais/V-C-O                      | 1864            |
| Becca del Merlo                      | 3234         | 331              | 45° 50′ 38″ N, 7° 28′ 14″ L  | Weisshorn-Matterhorn    | I/B-09.II-B   | Vale de Aosta                     |                 |
| Corno di Dosdè                       | 3232         | 302              | 46° 24′ 28″ N, 10° 10′ 11″ L | Alpes de Livigno        | II/A-15.IV-B  | Sondrio                           | 1866            |
| Tofana di Rozes                      | 3225         | 664              | 46° 32′ 13″ N, 12° 03′ 04″ L | Dolomitas - NE          | II/C-31.I-D   | Belluno                           | 1864            |
| Monte Gavia                          | 3223         | 309              | 46° 21′ 15″ N, 10° 28′ 21″ L | Alpes de Ortler         | II/C-28.I-B   | Brescia/Sondrio                   | 1891            |
| Rocca Bernauda /Roche Bernaude       | 3222         | 682              | 45° 06′ 05″ N, 6° 37′ 39″ L  | Massif des Cerces       | I/A-04.III-A  | H-Alpes/Turim                     | 1882            |
| Monte Cristallo                      | 3221         | 1416             | 46° 34′ 31″ N, 12° 12′ 02″ L | Dolomitas - NE          | II/C-31.I-D   | Belluno                           | 1865            |
| Monte Civetta                        | 3220         | 1454             | 46° 22′ 48″ N, 12° 03′ 12″ L | Dolomitas - SE          | II/C-31.II-A  | Belluno                           | 1860            |
| Monte del Forno                      | 3214         | 446              | 46° 20′ 18″ N, 9° 43′ 29″ L  | Bregaglia Range         | II/A-15.III-B | Graub./Sondrio                    | 1876            |
| Scherbadung / Pizzo Cervandone       | 3211         | 716              | 46° 19′ 27″ N, 8° 13′ 23″ L  | Leone-Gotthard Alps     | I/B-10.I-A    | Valais/V-C-O                      | 1886            |
| Gran Vernel                          | 3210         | 314              | 46° 26′ 33″ N, 11° 49′ 56″ L | Dolomitas - NW          | II/C-31.III-B | Trentino                          | 1879            |
| Piz Timun /Pizzo d'Emet              | 3209         | 823              | 46° 28′ 01″ N, 9° 24′ 34″ L  | Grupo Oberhalbstein     | II/A-15.I-A   | Graub./Sondrio                    | 1884            |
| Punta Sorapiss                       | 3205         | 1085             | 46° 30′ 25″ N, 12° 12′ 42″ L | Dolomitas - NE          | II/C-31.I-D   | Belluno                           | 1864            |
| Mastaunspitze                        | 3200         | 455              | 46° 41′ 37″ N, 10° 48′ 09″ L | Ötztal Alps             | II/A-16.I-A   | Tirol do Sul                      | 1854            |
| Bortelhorn/ Punta del Rebbio         | 3193.6       | 430              | 46° 17′ 41″ N, 8° 07′ 31″ L  | Leone-Gotthard Alps     | I/B-10.I-A    | Valais/V-C-O                      | 1869            |
| Rocca Blancia                        | 3193         | 328              | 44° 29′ 57″ N, 6° 51′ 53″ L  | Alpes Cócios do Sul     | I/A-04.I-A    | AdHP/Cuneo                        |                 |
| Cima Vezzana                         | 3192         | 1273             | 46° 17′ 23″ N, 11° 49′ 49″ L | Dolomitas - S           | II/C-31.IV-A  | Belluno/Trentino                  | 1872            |
| Spechhorn / Pizzo d'Antigine         | 3189         | 355              | 46° 00′ 44″ N, 8° 00′ 04″ L  | Alpes Weissmies         | I/B-09.V-B    | Valais/V-C-O                      |                 |
| Monte Glacier                        | 3186         | 355              | 45° 37′ 53″ N, 7° 32′ 23″ L  | Gran Paradiso Alps      | I/B-07.IV-C   | Vale de Aosta                     |                 |
| Becca di Tey                         | 3186         | 301              | 45° 35′ 10″ N, 7° 05′ 41″ L  | Alpes Graios - Central  | I/B-07.III-A  | Vale de Aosta                     |                 |
| Langkofel / Saslonch                 | 3181         | 1124             | 46° 31′ 30″ N, 11° 44′ 07″ L | Dolomitas - NW          | II/C-31.III-A | Tirol do Sul                      | 1869            |
| Piz Murtaröl                         | 3180         | 679              | 46° 34′ 13″ N, 10° 17′ 15″ L | Alpes de Ortler         | II/A-15.V-A   | Graub./Sondrio                    | 1893            |
| Pte de Paumont / Cima del Vallone    | 3171         | 378              | 45° 08′ 22″ N, 6° 43′ 42″ L  | Alpes Cócios do Norte   | I/A-04.III-B  | Savoy/Turim                       |                 |
| Fensterlekofel                       | 3171         | 373              | 46° 53′ 32″ N, 12° 02′ 35″ L | Grupo Rieserferner      | II/A-17.III-A | Tirol do Sul                      | 1877            |
| Monte Pelmo                          | 3168         | 1191             | 46° 25′ 10″ N, 12° 08′ 06″ L | Dolomitas - SE          | II/C-31.II-A  | Belluno                           | 1857            |
| Piz Albris                           | 3166         | 318              | 46° 27′ 51″ N, 9° 57′ 48″ L  | Alpes de Livigno        | II/A-15.IV-A  | Ticino/Sondrio                    |                 |
| Tête de Sautron                      | 3165         | 300              | 44° 29′ 12″ N, 6° 52′ 39″ L  | Alpes Cócios do Sul     | I/A-04.I-A    | AdHP/Cuneo                        | 1877            |
| Rosa dei Banchi                      | 3164         | 314              | 45° 34′ 38″ N, 7° 31′ 57″ L  | Gran Paradiso Alps      | I/B-07.IV-B   | Aosta/Turim                       |                 |
| Pizzo Stella                         | 3163         | 597              | 46° 22′ 54″ N, 9° 25′ 17″ L  | Grupo Oberhalbstein     | II/A-15.I-A   | Sondrio                           | 1859            |
| Monte Vallecetta                     | 3156         | 493              | 46° 24′ 43″ N, 10° 24′ 01″ L | Alpes de Ortler         | II/C-28.I-B   | Sondrio                           | 1867            |
| Piz Boè                              | 3152         | 939              | 46° 30′ 32″ N, 11° 49′ 41″ L | Dolomitas - NW          | II/C-31.III-A | Bell/S-Tyr/Tren                   | 1864            |
| Piz Popena                           | 3152         | 344              | 46° 34′ 35″ N, 12° 12′ 27″ L | Dolomitas - NE          | II/C-31.I-D   | Belluno                           | 1870            |
| Cima Brenta                          | 3151         | 1499             | 46° 10′ 46″ N, 10° 53′ 59″ L | Brenta Dolomitas        | II/C-28.IV-A  | Trentino                          | 1871            |
| Croda Rossa / Hohe Gaisl             | 3146         | 1133             | 46° 38′ 05″ N, 12° 08′ 37″ L | Dolomitas - NE          | II/C-31.I-B   | Belluno/Tirol do Sul              | 1870            |
| Monte Rafray                         | 3146         | 343              | 45° 38′ 52″ N, 7° 30′ 39″ L  | Gran Paradiso Alps      | I/B-07.IV-C   | Vale de Aosta                     |                 |
| Dreischusterspitze                   | 3145         | 1393             | 46° 40′ 08″ N, 12° 19′ 02″ L | Dolomitas Sexten        | II/C-31.I-A   | Tirol do Sul                      | 1869            |
| Napfspitze                           | 3144         | 587              | 47° 03′ 36″ N, 12° 02′ 23″ L | Alpes de Zillertal      | II/A-17.I-B   | Tirol do Norte/Tirol do Sul       | 1880            |
| Piz Tea Fondada/Monte Cornaccia      | 3144         | 319              | 46° 32′ 58″ N, 10° 18′ 29″ L | Alpes de Ortler         | II/A-15.V-A   | Graub./Sondrio                    | 1883            |
| Cime du Gélas / Monte Gelàs          | 3143         | 669              | 44° 07′ 23″ N, 7° 23′ 05″ L  | Alpes Marítimos         | I/A-02.I-A    | A-Marit/Cuneo                     | 1864            |
| Monte Cassa del Ferro                | 3140         | 849              | 46° 34′ 43″ N, 10° 12′ 06″ L | Alpes de Livigno        | II/A-15.IV-A  | Sondrio                           | 1883            |
| Cima Tosa                            | 3140         | 587              | 46° 09′ 19″ N, 10° 52′ 14″ L | Brenta Dolomitas        | II/C-28.IV-A  | Trentino                          | 1865            |
| Cime Redasco                         | 3139         | 377              | 46° 22′ 10″ N, 10° 18′ 28″ L | Alpes de Livigno        | II/A-15.IV-B  | Sondrio                           | 1896            |
| Durreck                              | 3135         | 618              | 46° 57′ 40″ N, 12° 01′ 44″ L | Venediger Group         | II/A-17.II-A  | Tirol do Sul                      | 1877            |
| Wilde Kreuzspitze                    | 3135         | 567              | 46° 54′ 45″ N, 11° 35′ 36″ L | Alpes de Zillertal      | II/A-17.I-C   | Tirol do Sul                      | 1852            |
| Pizzo Filone                         | 3133         | 332              | 46° 27′ 27″ N, 10° 09′ 48″ L | Alpes de Livigno        | II/A-15.IV-B  | Sondrio                           |                 |
| Punta Lechaud                        | 3128         | 525              | 45° 44′ 01″ N, 6° 48′ 51″ L  | Maciço do Monte Branco  | I/B-07.III-B  | Savoy/Aosta                       |                 |
| Grohmannspitze                       | 3126         | 445              | 46° 30′ 38″ N, 11° 44′ 01″ L | Dolomitas - NW          | II/C-31.III-A | Tirol do Sul/Trentino             | 1880            |
| Piz Schumbraida                      | 3125         | 315              | 46° 32′ 34″ N, 10° 20′ 18″ L | Alpes de Ortler         | II/A-15.V-A   | Graub./Sondrio                    | 1883            |
| Piz da l'Acqua                       | 3118         | 310              | 46° 36′ 40″ N, 10° 08′ 20″ L | Alpes de Livigno        | II/A-15.IV-A  | Graub./Sondrio                    | 1888            |
| Monte Servin                         | 3108         | 333              | 45° 15′ 53″ N, 7° 11′ 59″ L  | Alpes Graios - SE       | I/B-07.I-C    | Turim                             |                 |
| Pizz Gallagiun/Galleggione           | 3107         | 413              | 46° 22′ 01″ N, 9° 29′ 16″ L  | Grupo Oberhalbstein     | II/A-15.I-A   | Graub./Sondrio                    | 1861            |
| Tête de Moïse                        | 3104         | 562              | 44° 26′ 26″ N, 6° 56′ 06″ L  | Alpes Cócios do Sul     | I/A-04.I-A    | AdHP/Cuneo                        | 1883            |
| Große Ohrenspitze                    | 3101         | 369              | 46° 54′ 25″ N, 12° 10′ 39″ L | Grupo Rieserferner      | II/A-17.III-A | E-Tyrol/Tirol do Sul              | 1878            |
| Monte Ouille                         | 3099         | 362              | 45° 43′ 54″ N, 6° 51′ 59″ L  | Maciço do Monte Branco  | I/B-07.III-B  | Vale de Aosta                     |                 |
| Monte Matto                          | 3097         | 577              | 44° 13′ 30″ N, 7° 15′ 23″ L  | Alpes Marítimos         | I/A-02.I-B    | Cuneo                             | 1879            |
| Zwölferkofel / Croda dei Toni        | 3094         | 713              | 46° 37′ 09″ N, 12° 21′ 35″ L | Dolomitas Sexten        | II/C-31.I-A   | Belluno/Tirol do Sul              | 1874            |
| Elferkofel /Cima Undici              | 3092         | 661              | 46° 38′ 11″ N, 12° 22′ 42″ L | Dolomitas Sexten        | II/C-31.I-A   | Belluno/Tirol do Sul              | 1878            |
| Monte Fallère                        | 3090         | 607              | 45° 46′ 32″ N, 7° 11′ 39″ L  | Alpes de Grande Combino | I/B-09.I-B    | Vale de Aosta                     |                 |
| Monte Forcellina                     | 3087         | 473              | 46° 27′ 59″ N, 10° 11′ 55″ L | Alpes de Livigno        | II/A-15.IV-B  | Sondrio                           |                 |
| Cima da Lägh /Cima di Lago           | 3083         | 422              | 46° 22′ 35″ N, 9° 27′ 40″ L  | Grupo Oberhalbstein     | II/A-15.I-A   | Graub./Sondrio                    |                 |
| Monte Néry                           | 3076         | 906              | 45° 42′ 57″ N, 7° 49′ 12″ L  | Alpes do Monte Rosa     | I/B-09.III-B  | Vale de Aosta                     | 1873            |
| Piz Starlex                          | 3075         | 779              | 46° 39′ 46″ N, 10° 23′ 33″ L | Sesvenna Range          | II/A-15.V-B   | Graub./Tirol do Sul               |                 |
| Piz Sena                             | 3075         | 344              | 46° 21′ 11″ N, 10° 06′ 36″ L | Alpes de Livigno        | II/A-15.IV-B  | Graub./Sondrio                    | 1901            |
| Cunturines/Conturines                | 3064         | 913              | 46° 34′ 33″ N, 11° 58′ 40″ L | Dolomitas - NE          | II/C-31.I-C   | Tirol do Sul                      | 1881            |
| Grabspitze                           | 3059         | 415              | 46° 56′ 19″ N, 11° 36′ 52″ L | Alpes de Zillertal      | II/A-17.I-C   | Tirol do Sul                      | 1852            |
| Monte Vago                           | 3059         | 388              | 46° 26′ 27″ N, 10° 04′ 44″ L | Alpes de Livigno        | II/A-15.IV-B  | Sondrio                           |                 |
| Sasso Vernale                        | 3058         | 356              | 46° 25′ 08″ N, 11° 50′ 26″ L | Dolomitas - NW          | II/C-31.III-B | Belluno/Trentino                  |                 |
| Pizzo Coca                           | 3050         | 1878             | 46° 04′ 18″ N, 10° 00′ 41″ L | Alpes de Bérgamo        | II/C-29.I-A   | Bergamo/Sondrio                   | 1877            |
| Grand Argentier                      | 3046         | 505              | 45° 07′ 20″ N, 6° 39′ 31″ L  | Alpes Cócios do Norte   | I/A-04.III-B  | Savoy/Turim                       |                 |
| Monte Albergian                      | 3041         | 428              | 45° 00′ 27″ N, 6° 59′ 34″ L  | Alpes Cócios Centrais   | I/A-04.II-A   | Turim                             | 1822            |
| Punta Scais                          | 3039         | 393              | 46° 04′ 07″ N, 9° 59′ 04″ L  | Alpes de Bérgamo        | II/C-29.I-A   | Bergamo/Sondrio                   | 1881            |
| Bric Ghinivert                       | 3037         | 347              | 44° 57′ 05″ N, 6° 59′ 28″ L  | Alpes Cócios Centrais   | I/A-04.II-A   | Turim                             |                 |
| Pizzo Ligoncio                       | 3032         | 506              | 46° 14′ 20″ N, 9° 32′ 52″ L  | Bregaglia Range         | II/A-15.III-B | Sondrio                           |                 |
| Becca di Vlou                        | 3032         | 483              | 45° 41′ 30″ N, 7° 47′ 32″ L  | Alpes do Monte Rosa     | I/B-09.III-B  | Vale de Aosta                     |                 |
| Monte Ténibre                        | 3031         | 525              | 44° 17′ 02″ N, 6° 58′ 20″ L  | Alpes Marítimos         | I/A-02.I-C    | A-Marit/Cuneo                     | 1836            |
| Monte Politri                        | 3026         | 313              | 44° 59′ 28″ N, 7° 01′ 07″ L  | Alpes Cócios Centrais   | I/A-04.II-A   | Turim                             |                 |
| Corno di Ban                         | 3028         | 311              | 46° 25′ 04″ N, 8° 21′ 40″ L  | Leone-Gotthard Alps     | I/B-10.I-A    | V-C-O                             |                 |
| Zehner/Sas dales Diesc               | 3026         | 493              | 46° 37′ 20″ N, 11° 57′ 38″ L | Dolomitas - NE          | II/C-31.I-C   | Tirol do Sul                      | 1887            |
| Furchetta / Furcheta                 | 3025         | 904              | 46° 36′ 44″ N, 11° 46′ 24″ L | Dolomitas - NW          | II/C-31.III-A | Tirol do Sul                      | 1878            |
| Sas Rigais                           | 3025         | 904              | 46° 36′ 33″ N, 11° 46′ 00″ L | Dolomitas - NW          | II/C-31.III-A | Tirol do Sul                      | 1878            |
| Piz Corbet                           | 3025         | 672              | 46° 22′ 47″ N, 9° 16′ 49″ L  | Alpes de Adula          | I/B-10.III-D  | Graub./Sondrio                    | 1892            |
| Corno Bussola                        | 3024         | 356              | 45° 47′ 44″ N, 7° 44′ 10″ L  | Alpes do Monte Rosa     | I/B-09.III-B  | Vale de Aosta                     |                 |
| Wurmaulspitze                        | 3022         | 414              | 46° 54′ 50″ N, 11° 38′ 16″ L | Alpes de Zillertal      | II/A-17.I-C   | Tirol do Sul                      |                 |
| Viso Mozzo                           | 3019         | 361              | 44° 40′ 29″ N, 7° 06′ 36″ L  | Alpes Cócios do Sul     | I/A-04.I-C    | Cuneo                             |                 |
| Cima dell'Uomo                       | 3010         | 327              | 46° 24′ 22″ N, 11° 48′ 30″ L | Dolomitas - NW          | II/C-31.III-B | Trentino                          |                 |
| Monte Giove                          | 3009         | 516              | 46° 21′ 41″ N, 8° 23′ 17″ L  | Leone-Gotthard Alps     | I/B-10.I-A    | V-C-O                             |                 |
| Monte Avic                           | 3006         | 392              | 45° 40′ 37″ N, 7° 33′ 17″ L  | Gran Paradiso Alps      | I/B-07.IV-C   | Vale de Aosta                     |                 |
| Kesselkogel / Catinaccio d'Antermoia | 3002         | 814              | 46° 28′ 28″ N, 11° 38′ 37″ L | Dolomitas - NW          | II/C-31.III-B | Tirol do Sul/Trentino             | 1872            |
| Große Zinne/Cima Grande di Lavaredo  | 2999         | 545              | 46° 37′ 08″ N, 12° 18′ 10″ L | Dolomitas Sexten        | II/C-31.I-A   | Belluno/Tirol do Sul              | 1869            |
| Cima Falkner                         | 2999         | 343              | 46° 11′ 36″ N, 10° 54′ 17″ L | Brenta Dolomitas        | II/C-28.IV-A  | Trentino                          | 1882            |
| Bric Bouchet                         | 2997         | 338              | 44° 49′ 19″ N, 7° 01′ 26″ L  | Central Alpes Cócios    | I/A-04.II-A   | H-Alpes/Turim                     | 1876            |
| Mittler Fanis / Fanis di Mezzo       | 2989         | 658              | 46° 33′ 05″ N, 12° 00′ 51″ L | Dolomitas - NE          | II/C-31.I-C   | Belluno/Tirol do Sul              | 1898            |
| Cima Bagni                           | 2983         | 455              | 46° 36′ 55″ N, 12° 24′ 37″ L | Dolomitas Sexten        | II/C-31.I-A   | Belluno                           |                 |
| Pala di San Martino                  | 2982         | 410              | 46° 15′ 13″ N, 11° 51′ 03″ L | Dolomitas - S           | II/C-31.IV-A  | Trentino                          | 1878            |
| Rosengartenspitze/Cima Catinaccio    | 2981         | 425              | 46° 27′ 17″ N, 11° 37′ 15″ L | Dolomitas - NW          | II/C-31.III-B | Tirol do Sul/Trentino             | 1874            |
| Ròthòre / Corno Rosso                | 2979         | 499              | 45° 46′ 01″ N, 7° 52′ 49″ L  | Monte Rosa Alps         | I/B-09.III-C  | Aosta/Vercelli                    |                 |
| Monte Redival                        | 2973         | 356              | 46° 18′ 31″ N, 10° 36′ 51″ L | Alpes de Ortler         | II/C-28.I-A   | Trentino                          | 1878            |
| Cima Ovest/Westliche Zinne           | 2973         | 306              | 46° 37′ 07″ N, 12° 17′ 50″ L | Dolomitas Sexten        | II/C-31.I-A   | Belluno/Tirol do Sul              | 1879            |
| Tsaat a l'Etsena/Chateleysine        | 2971         | 326              | 45° 48′ 05″ N, 7° 24′ 00″ L  | Weisshorn-Matterhorn    | I/B-09.II-B   | Vale de Aosta                     |                 |
| Grieshorn                            | 2969         | 509              | 46° 27′ 05″ N, 8° 23′ 35″ L  | Leone-Gotthard Alps     | I/B-10.I-A    | Ticino/V-C-O                      |                 |
| Neuner / Sas dles Nü                 | 2968         | 301              | 46° 37′ 49″ N, 11° 58′ 52″ L | Dolomitas - NE          | II/C-31.I-C   | Tirol do Sul                      |                 |
| Serottini                            | 2967         | 425              | 46° 17′ 27″ N, 10° 20′ 52″ L | Alpes de Ortler         | II/C-28.I-B   | Brescia/Sondrio                   |                 |
| Haunold                              | 2966         | 677              | 46° 41′ 19″ N, 12° 16′ 39″ L | Dolomitas Sexten        | II/C-31.I-A   | Tirol do Sul                      | 1878            |
| Monte Tagliaferro                    | 2964         | 640              | 45° 52′ 21″ N, 7° 58′ 15″ L  | Alpes do Monte Rosa     | I/B-09.III-C  | Vercelli                          |                 |
| Marchhorn/Pta del Termine            | 2962         | 327              | 46° 26′ 55″ N, 8° 27′ 45″ L  | Ticino Alps             | I/B-10.II-A   | Ticino/V-C-O                      |                 |
| Cima Brenta Alta                     | 2961         | 341              | 46° 09′ 37″ N, 10° 53′ 47″ L | Brenta Dolomitas        | II/C-28.IV-A  | Trentino                          | 1880            |
| Cima Giner                           | 2957         | 340              | 46° 14′ 14″ N, 10° 43′ 57″ L | Adamello-Presanella     | II/C-28.III-B | Trentino                          |                 |
| Tête de L'Enchastraye/Enciastraia    | 2954         | 310              | 44° 22′ 03″ N, 6° 53′ 18″ L  | Alpes Marítimos         | I/A-02.I-C    | AdHP/Cuneo                        |                 |
| Corno di Nefelgiú                    | 2951         | 368              | 46° 23′ 44″ N, 8° 22′ 46″ L  | Leone-Gotthard Alps     | I/B-10.I-A    | V-C-O                             |                 |
| Asta Soprana                         | 2950         | 424              | 44° 12′ 12″ N, 7° 18′ 48″ L  | Alpes Marítimos         | I/A-02.I-B    | Cuneo                             |                 |
| Gross Schinhorn/Punta di Valdeserta  | 2939         | 465              | 46° 21′ 40″ N, 8° 15′ 39″ L  | Leone-Gotthard Alps     | I/B-10.I-A    | Valais/V-C-O                      |                 |
| Pointe de la Louïe Blanche           | 2939         | 372              | 45° 39′ 40″ N, 6° 54′ 53″ L  | Alpes Graios - Central  | I/B-07.III-B  | Savoy/Aosta                       |                 |
| Monte Malinvern                      | 2938         | 403              | 44° 11′ 56″ N, 7° 11′ 22″ L  | Alpes Marítimos         | I/A-02.I-B    | A-Marit/Cuneo                     | 1878            |
| Cime di Plator                       | 2937         | 654              | 46° 30′ 54″ N, 10° 16′ 14″ L | Alpes de Livigno        | II/A-15.IV-A  | Sondrio                           |                 |
| Pietra Grande                        | 2937         | 496              | 46° 13′ 53″ N, 10° 53′ 45″ L | Brenta Dolomitas        | II/C-28.IV-A  | Trentino                          | 1883            |
| Monte Gruf                           | 2936         | 446              | 46° 17′ 10″ N, 9° 30′ 21″ L  | Bregaglia Range         | II/A-15.III-B | Sondrio                           |                 |
| Cimon del Froppa                     | 2932         | 677              | 46° 30′ 26″ N, 12° 20′ 26″ L | Dolomitas - NE          | II/C-31.I-E   | Belluno                           | 1872            |
| Monte Pettini                        | 2932         | 640              | 46° 32′ 10″ N, 10° 13′ 39″ L | Alpes de Livigno        | II/A-15.IV-B  | Sondrio                           |                 |
| Tête du Pelvas                       | 2929         | 400              | 44° 47′ 24″ N, 6° 59′ 59″ L  | Alpes Cócios Centrais   | I/A-04.II-A   | H-Alpes/Turim                     |                 |
| Cima Bastioni Sud                    | 2926         | 554              | 46° 29′ 07″ N, 12° 16′ 04″ L | Dolomitas - NE          | II/C-31.I-E   | Belluno                           | 1890            |
| Pizzo del Diavolo della Malgina      | 2926         | 330              | 46° 05′ 05″ N, 10° 02′ 48″ L | Alpes de Bérgamo        | II/C-29.I-A   | Bergamo/Sondrio                   |                 |
| Birkenkofel                          | 2922         | 385              | 46° 40′ 51″ N, 12° 15′ 24″ L | Dolomitas Sexten        | II/C-31.I-A   | Tirol do Sul                      | 1880            |
| Monte Ruvi                           | 2922         | 333              | 45° 41′ 21″ N, 7° 33′ 52″ L  | Gran Paradiso Alps      | I/B-07.IV-C   | Vale de Aosta                     |                 |
| Monte Ciorneva                       | 2918         | 483              | 45° 16′ 06″ N, 7° 15′ 37″ L  | Alpes Graios - SE       | I/B-07.I-C    | Turim                             |                 |
| Corno di Flavona                     | 2918         | 305              | 46° 14′ 44″ N, 10° 53′ 49″ L | Brenta Dolomitas        | II/C-28.IV-A  | Trentino                          | 1881            |
| Cima Bel Pra                         | 2917         | 431              | 46° 29′ 04″ N, 12° 14′ 28″ L | Dolomitas - NE          | II/C-31.I-E   | Belluno                           | 1880            |
| Pizzo del Diavolo di Tenda           | 2916         | 506              | 46° 02′ 43″ N, 9° 54′ 29″ L  | Alpes de Bérgamo        | II/C-29.I-A   | Bergamo/Sondrio                   | 1870            |
| Beco Alto del Piz                    | 2912         | 312              | 44° 17′ 56″ N, 6° 58′ 51″ L  | Alpes Marítimos         | I/A-02.I-C    | Cuneo                             |                 |
| Pizzo Diei                           | 2906         | 623              | 46° 15′ 53″ N, 8° 14′ 17″ L  | Leone-Gotthard Alps     | I/B-10.I-A    | V-C-O                             |                 |
| Piz Combul                           | 2901         | 313              | 46° 13′ 47″ N, 10° 02′ 38″ L | Bernina Range           | II/A-15.III-A | Graub./Sondrio                    |                 |
| Becca di Nona / Pic de Nona          | 2898         | 374              | 45° 50′ 23″ N, 7° 24′ 58″ L  | Weisshorn-Matterhorn    | I/B-09.II-B   | Vale de Aosta                     | 1832            |
| Monte Frisozzo                       | 2897         | 609              | 46° 01′ 28″ N, 10° 26′ 57″ L | Adamello-Presanella     | II/C-28.III-A | Brescia                           | 1854            |
| Reinhart                             | 2891         | 318              | 47° 02′ 32″ N, 12° 10′ 47″ L | Venediger Group         | II/A-17.II-A  | Tirol do Sul                      | 1893            |
| Monte Orsiera                        | 2890         | 859              | 45° 03′ 50″ N, 7° 06′ 26″ L  | Alpes Cócios Centrais   | I/A-04.II-A   | Turim                             |                 |
| Monte Re di Castello                 | 2889         | 312              | 46° 01′ 18″ N, 10° 29′ 00″ L | Adamello-Presanella     | II/C-28.III-A | Brescia/Trentino                  | 1854            |
| Napfspitze                           | 2888         | 343              | 46° 56′ 13″ N, 11° 44′ 22″ L | Alpes de Zillertal      | II/A-17.I-C   | Tirol do Sul                      |                 |
| Pizzo Recastello                     | 2886         | 373              | 46° 03′ 25″ N, 10° 04′ 32″ L | Alpes de Bérgamo        | II/C-29.I-A   | Bergamo                           | 1876            |
| Monteaviolo                          | 2881         | 561              | 46° 11′ 07″ N, 10° 23′ 55″ L | Adamello-Presanella     | II/C-28.III-A | Brescia                           |                 |
| Moiazza                              | 2878         | 402              | 46° 21′ 25″ N, 12° 03′ 52″ L | Dolomitas - SE          | II/C-31.II-A  | Belluno                           |                 |
| Moiazza                              | 2878         | 402              | 46° 20′ 18″ N, 12° 03′ 29″ L | Dolomitas - SE          | II/C-31.II-A  | Belluno                           | 1895            |
| Pointe de Cloutzau                   | 2878         | 329              | 45° 00′ 26″ N, 6° 44′ 51″ L  | Massif des Cerces       | I/A-04.III-A  | H-Alpes/Turim                     |                 |
| Peitlerkofel / Sas de Pütia          | 2875         | 638              | 46° 39′ 32″ N, 11° 49′ 12″ L | Dolomitas - NW          | II/C-31.III-A | Tirol do Sul                      | 1885            |
| Schwalbenkofel                       | 2873         | 328              | 46° 39′ 08″ N, 12° 16′ 13″ L | Dolomitas Sexten        | II/C-31.I-A   | Tirol do Sul                      |                 |
| Monte Carbonè                        | 2873         | 309              | 44° 09′ 37″ N, 7° 25′ 50″ L  | Alpes Marítimos         | I/A-02.I-A    | Cuneo                             |                 |
| Monte Agnèr                          | 2872         | 542              | 46° 16′ 35″ N, 11° 57′ 10″ L | Dolomitas - S           | II/C-31.IV-A  | Belluno                           | 1875            |
| Tête des Vieux                       | 2872         | 302              | 45° 45′ 32″ N, 6° 56′ 06″ L  | Maciço do Monte Branco  | I/B-07.III-B  | Vale de Aosta                     |                 |
| Kolbenspitze                         | 2868         | 367              | 46° 46′ 22″ N, 11° 08′ 52″ L | Ötztal Alps             | II/A-16.I-B   | Tirol do Sul                      |                 |
| Punta Cornour                        | 2867         | 417              | 44° 51′ 02″ N, 7° 05′ 35″ L  | Alpes Cócios Centrais   | I/A-04.II-A   | Turim                             | 1836            |
| Pala di Meduce                       | 2864         | 304              | 46° 30′ 07″ N, 12° 17′ 51″ L | Dolomitas - NE          | II/C-31.I-E   | Belluno                           | 1890            |
| Wandfluhhorn / Pizzo Biela           | 2863         | 452              | 46° 20′ 41″ N, 8° 27′ 51″ L  | Ticino Alps             | I/B-10.II-A   | Ticino/V-C-O                      |                 |
| Cima de Barna                        | 2862         | 314              | 46° 25′ 14″ N, 9° 15′ 49″ L  | Alpes de Adula          | I/B-10.III-D  | Graub./Sondrio                    |                 |
| Piz di Sassiglion                    | 2855         | 313              | 46° 19′ 22″ N, 10° 06′ 45″ L | Alpes de Livigno        | II/A-15.IV-B  | Graub./Sondrio                    |                 |
| Cima Ciantiplagna                    | 2849         | 673              | 45° 04′ 20″ N, 7° 00′ 48″ L  | Alpes Cócios Centrais   | I/A-04.II-A   | Turim                             |                 |
| Croda Granda                         | 2849         | 492              | 46° 14′ 55″ N, 11° 55′ 43″ L | Dolomitas - S           | II/C-31.IV-A  | Belluno                           | 1883            |
| Cima d'Asta                          | 2847         | 939              | 46° 10′ 36″ N, 11° 36′ 19″ L | Fiemme Alps             | II/C-31.V-B   | Trentino                          | 1816            |
| Punta Nera                           | 2847         | 431              | 46° 30′ 59″ N, 12° 11′ 30″ L | Dolomitas - NE          | II/C-31.I-D   | Belluno                           | 1876            |
| Cima del Desenigo                    | 2845         | 369              | 46° 12′ 06″ N, 9° 33′ 42″ L  | Bregaglia Range         | II/A-15.III-B | Sondrio                           |                 |
| Sommet du Charra                     | 2844         | 363              | 45° 01′ 17″ N, 6° 42′ 37″ L  | Massif des Cerces       | I/A-04.III-A  | H-Alpes/Turim                     |                 |
| Latemar (Diamantiditurm)             | 2842         | 1097             | 46° 22′ 52″ N, 11° 34′ 31″ L | Fiemme Alps             | II/C-31.V-A   | Tirol do Sul/Trentino             | 1885            |
| Dürrenstein                          | 2839         | 880              | 46° 40′ 21″ N, 12° 11′ 07″ L | Dolomitas - NE          | II/C-31.I-B   | Tirol do Sul                      |                 |
| Cima Cadin di San Lucano             | 2839         | 663              | 46° 34′ 39″ N, 12° 17′ 17″ L | Dolomitas Sexten        | II/C-31.I-A   | Belluno                           |                 |
| Kärlskopf                            | 2836         | 631              | 46° 53′ 19″ N, 12° 14′ 10″ L | Villgraten Montanhas    | II/A-17.III-B | E-Tyrol/Tirol do Sul              |                 |
| Rocca la Meja                        | 2831         | 437              | 44° 23′ 54″ N, 7° 04′ 08″ L  | Alpes Cócios do Sul     | I/A-04.I-A    | Cuneo                             |                 |
| Graunock                             | 2827         | 419              | 46° 53′ 10″ N, 11° 47′ 20″ L | Alpes de Zillertal      | II/A-17.I-B   | Tirol do Sul                      |                 |
| Monfandì                             | 2820         | 405              | 45° 31′ 19″ N, 7° 37′ 10″ L  | Gran Paradiso Alps      | I/B-07.IV-B   | Turim                             |                 |
| Dosso Resaccio                       | 2814         | 519              | 46° 30′ 04″ N, 10° 13′ 12″ L | Alpes de Livigno        | II/A-15.IV-B  | Sondrio                           |                 |
| Sass Maòr                            | 2814         | 371              | 46° 13′ 57″ N, 11° 50′ 53″ L | Dolomitas - S           | II/C-31.IV-A  | Trentino                          | 1875            |
| Cima delle Lose                      | 2813         | 352              | 44° 22′ 20″ N, 6° 55′ 30″ L  | Alpes Marítimos         | I/A-02.I-C    | Cuneo                             |                 |
| Frate della Meia                     | 2812         | 387              | 45° 45′ 32″ N, 7° 55′ 27″ L  | Alpes do Monte Rosa     | I/B-09.III-C  | Vercelli                          |                 |
| Seekofel / Sas dla Porta             | 2810         | 478              | 46° 40′ 30″ N, 12° 04′ 21″ L | Dolomitas - NE          | II/C-31.I-B   | Belluno/Tirol do Sul              |                 |
| Monte Campellio                      | 2809         | 315              | 46° 03′ 05″ N, 10° 28′ 38″ L | Adamello-Presanella     | II/C-28.III-A | Brescia/Trentino                  |                 |
| Cima di Ball                         | 2802         | 352              | 46° 14′ 35″ N, 11° 50′ 40″ L | Dolomitas - S           | II/C-31.IV-A  | Trentino                          | 1869            |
| Corno Mud                            | 2802         | 317              | 45° 53′ 04″ N, 7° 57′ 50″ L  | Alpes do Monte Rosa     | I/B-09.III-C  | Vercelli                          |                 |
| Rollspitze                           | 2800         | 588              | 46° 56′ 47″ N, 11° 30′ 28″ L | Alpes de Zillertal      | II/A-17.I-A   | Tirol do Sul                      |                 |
| Col Bechei                           | 2794         | 622              | 46° 36′ 28″ N, 12° 02′ 40″ L | Dolomitas - NE          | II/C-31.I-C   | Belluno/Tirol do Sul              |                 |
| Pizzo Quadro                         | 2793         | 470              | 46° 17′ 55″ N, 8° 25′ 05″ L  | Ticino Alps             | I/B-10.II-A   | Ticino/V-C-O                      |                 |
| Punta Ciamberline                    | 2792         | 325              | 44° 09′ 56″ N, 7° 21′ 29″ L  | Alpes Marítimos         | I/A-02.I-B    | Cuneo                             |                 |
| Muntejela de Senes                   | 2787         | 456              | 46° 40′ 18″ N, 12° 01′ 06″ L | Dolomitas - NE          | II/C-31.I-B   | Tirol do Sul                      |                 |
| Hirzer                               | 2781         | 751              | 46° 44′ 14″ N, 11° 16′ 36″ L | Alpes de Sarentino      | II/A-16.III-A | Tirol do Sul                      |                 |
| Hohe Warte / Coglians                | 2780         | 1144             | 46° 36′ 25″ N, 12° 52′ 59″ L | Alpes Cárnicos          | II/C-33.I-A   | Caríntia/Udine                    | 1865            |
| Monte dei Corni                      | 2779         | 315              | 45° 34′ 15″ N, 7° 38′ 09″ L  | Gran Paradiso Alps      | I/B-07.IV-B   | Aosta/Turim                       |                 |
| Monte Cassorso                       | 2776         | 339              | 44° 25′ 04″ N, 7° 01′ 05″ L  | Alpes Cócios do Sul     | I/A-04.I-A    | Cuneo                             |                 |
| Punta Lunella                        | 2772         | 471              | 45° 11′ 50″ N, 7° 12′ 59″ L  | Alpes Graios - SE       | I/B-07.I-A    | Turim                             |                 |
| Ehrenspitze                          | 2756         | 347              | 46° 45′ 50″ N, 11° 04′ 40″ L | Ötztal Alps             | II/A-16.I-B   | Tirol do Sul                      |                 |
| Roche de l'Abisse                    | 2755         | 492              | 44° 08′ 37″ N, 7° 30′ 18″ L  | Alpes Marítimos         | I/A-02.I-A    | A-Marit/Cuneo                     | 1832            |
| Cima di Cece                         | 2754         | 736              | 46° 15′ 39″ N, 11° 41′ 02″ L | Fiemme Alps             | II/C-31.V-B   | Trentino                          |                 |
| Monte Telenek                        | 2754         | 440              | 46° 05′ 33″ N, 10° 10′ 45″ L | Alpes de Bérgamo        | II/C-29.I-A   | Sondrio                           |                 |
| Jôf dal Montâs                       | 2753         | 1597             | 46° 26′ 09″ N, 13° 26′ 01″ L | Alpes Julianos          | II/C-34.I-A   | Udine                             | 1877            |
| Cima di Quaira                       | 2752         | 303              | 46° 18′ 31″ N, 10° 36′ 51″ L | Alpes de Ortler         | II/C-28.I-A   | Tirol do Sul/Trentino             |                 |
| Alplerspitz / Mardatsch              | 2748         | 321              | 46° 45′ 42″ N, 11° 18′ 04″ L | Alpes de Sarentino      | II/A-16.III-A | Tirol do Sul                      |                 |
| Corno del Lago                       | 2747         | 409              | 45° 40′ 15″ N, 7° 46′ 59″ L  | Alpes do Monte Rosa     | I/B-09.III-B  | Vale de Aosta                     |                 |
| Hochwart                             | 2746         | 308              | 46° 47′ 27″ N, 11° 19′ 08″ L | Alpes de Sarentino      | II/A-16.III-A | Tirol do Sul                      |                 |
| Cima Bocche                          | 2745         | 714              | 46° 21′ 15″ N, 11° 45′ 08″ L | Dolomitas - NW          | II/C-31.III-B | Trentino                          |                 |
| Jakobsspitze                         | 2745         | 531              | 46° 45′ 47″ N, 11° 29′ 30″ L | Alpes de Sarentino      | II/A-16.III-A | Tirol do Sul                      |                 |
| Cima Carnera                         | 2741         | 319              | 45° 51′ 18″ N, 7° 58′ 13″ L  | Alpes do Monte Rosa     | I/B-09.III-C  | Vercelli                          |                 |
| Monte Borga                          | 2731         | 325              | 46° 05′ 35″ N, 10° 12′ 30″ L | Alpes de Bérgamo        | II/C-29.I-A   | Sondrio                           |                 |
| Sas de Mezdi / La Mesola             | 2727         | 488              | 46° 28′ 19″ N, 11° 52′ 39″ L | Dolomitas - NW          | II/C-31.III-B | Belluno/Trentino                  |                 |
| Pizzo di Claro                       | 2727         | 361              | 46° 17′ 45″ N, 9° 03′ 20″ L  | Alpes de Adula          | I/B-10.III-B  | Graub./Ticino                     |                 |
| Pizzo di Prata                       | 2727         | 352              | 46° 16′ 39″ N, 9° 27′ 20″ L  | Bregaglia Range         | II/A-15.III-B | Sondrio                           |                 |
| Weiße Wand                           | 2722         | 315              | 46° 56′ 45″ N, 11° 48′ 49″ L | Alpes de Zillertal      | II/A-17.I-C   | Tirol do Sul                      |                 |
| Dzerbion                             | 2720         | 306              | 45° 47′ 18″ N, 7° 39′ 50″ L  | Alpes do Monte Rosa     | I/B-09.III-B  | Vale de Aosta                     |                 |
| Cima Ambrizzola                      | 2715         | 610              | 46° 28′ 45″ N, 12° 05′ 53″ L | Dolomitas - NE          | II/C-31.I-D   | Belluno                           | 1884            |
| Colàc                                | 2715         | 377              | 46° 26′ 29″ N, 11° 46′ 57″ L | Dolomitas - NW          | II/C-31.III-B | Trentino                          |                 |
| Pizzo Straciugo                      | 2713         | 335              | 46° 07′ 56″ N, 8° 07′ 15″ L  | Alpes Weissmies         | I/B-09.V-B    | Valais/V-C-O                      |                 |
| Croda da Campo                       | 2712         | 365              | 46° 35′ 22″ N, 12° 26′ 03″ L | Dolomitas Sexten        | II/C-31.I-A   | Belluno                           |                 |
| Coston di Slavaci                    | 2708         | 315              | 46° 15′ 44″ N, 11° 43′ 01″ L | Fiemme Alps             | II/C-31.V-B   | Trentino                          |                 |
| Cima dei Preti                       | 2706         | 1420             | 46° 20′ 33″ N, 12° 25′ 15″ L | Pré-Alpes Cárnicos      | II/C-33.III-A | Bell./Pordenone                   | 1874            |
| Penser Weißhorn                      | 2705         | 458              | 46° 48′ 07″ N, 11° 23′ 44″ L | Alpes de Sarentino      | II/A-16.III-A | Tirol do Sul                      | 1822            |
| Pizzo Montalto                       | 2705         | 395              | 46° 05′ 51″ N, 8° 07′ 59″ L  | Alpes Weissmies         | I/B-09.V-B    | V-C-O                             |                 |
| Monte Fraiteve                       | 2702         | 403              | 44° 58′ 38″ N, 6° 51′ 41″ L  | Alpes Cócios Centrais   | I/A-04.II-A   | Turim                             |                 |
| Cima Iuribrutto                      | 2697         | 316              | 46° 21′ 33″ N, 11° 45′ 55″ L | Dolomitas - NW          | II/C-31.III-B | Trentino                          |                 |
| Monte Peralba                        | 2694         | 725              | 46° 37′ 46″ N, 12° 43′ 10″ L | Alpes Cárnicos          | II/C-33.I-A   | Belluno                           | 1854            |
| Große Kinigat / Monte Cavallino      | 2689         | 595              | 46° 40′ 31″ N, 12° 31′ 28″ L | Alpes Cárnicos          | II/C-33.I-A   | E-Tyrol/Belluno                   | 1898            |
| Cima del Serraglio                   | 2685         | 350              | 46° 35′ 34″ N, 10° 14′ 32″ L | Alpes de Ortler         | II/A-15.V-A   | Graub./Sondrio                    |                 |
| Mangart                              | 2679         | 1067             | 46° 26′ 22″ N, 13° 39′ 17″ L | Alpes Julianos          | II/C-34.I-C   | Udine/Eslovénia                   | 1794            |
| Punta Tempesta                       | 2679         | 309              | 44° 25′ 19″ N, 7° 08′ 18″ L  | Alpes Cócios do Sul     | I/A-04.I-A    | Cuneo                             |                 |
| Cima di Santa Maria                  | 2678         | 436              | 46° 12′ 46″ N, 10° 57′ 03″ L | Brenta Dolomitas        | II/C-28.IV-A  | Trentino                          |                 |
| Piz della Forcola                    | 2675         | 449              | 46° 18′ 59″ N, 9° 17′ 36″ L  | Alpes de Adula          | I/B-10.III-D  | Graub./Sondrio                    |                 |
| Stübele                              | 2671         | 384              | 46° 28′ 04″ N, 10° 56′ 12″ L | Alpes de Ortler         | II/C-28.I-A   | Tirol do Sul/Trentino             |                 |
| Sas Ciampac/Ciampatsch               | 2671         | 305              | 46° 33′ 47″ N, 11° 50′ 07″ L | Dolomitas - NW          | II/C-31.III-A | Tirol do Sul                      |                 |
| Monte Duranno                        | 2668         | 510              | 46° 19′ 44″ N, 12° 24′ 10″ L | Pré-Alpes Cárnicos      | II/C-33.III-A | Bell./Pordenone                   | 1874            |
| Jôf Fuart                            | 2666         | 528              | 46° 25′ 50″ N, 13° 29′ 29″ L | Alpes Julianos          | II/C-34.I-A   | Udine                             |                 |
| Monte Bruffione                      | 2665         | 350              | 45° 56′ 32″ N, 10° 29′ 29″ L | Adamello-Presanella     | II/C-28.III-A | Brescia/Trentino                  |                 |
| Monte Cernera                        | 2664         | 304              | 46° 28′ 08″ N, 12° 03′ 30″ L | Dolomitas - NE          | II/C-31.I-D   | Belluno                           |                 |
| Toblacher Pfannhorn                  | 2663         | 337              | 46° 47′ 02″ N, 12° 17′ 03″ L | Villgraten Montanhas    | II/A-17.III-B | E-Tyrol/Tirol do Sul              |                 |
| Pizzo Giezza                         | 2658         | 555              | 46° 10′ 45″ N, 8° 11′ 48″ L  | Alpes Weissmies         | I/B-09.V-B    | V-C-O                             |                 |
| Ilmenspitze /Cima degli Olmi         | 2656         | 312              | 46° 28′ 55″ N, 10° 57′ 50″ L | Alpes de Ortler         | II/C-28.I-A   | Tirol do Sul/Trentino             |                 |
| Sommet du Guiau                      | 2654         | 442              | 45° 01′ 12″ N, 6° 40′ 25″ L  | Massif des Cerces       | I/A-04.III-A  | H-Alpes/Turim                     |                 |
| Punta Marguareis                     | 2650         | 779              | 44° 10′ 26″ N, 7° 41′ 04″ L  | Alpes Lígures           | I/A-01.II-B   | A-Marit/Cuneo                     |                 |
| Averau                               | 2649         | 413              | 46° 30′ 03″ N, 12° 02′ 13″ L | Dolomitas - NE          | II/C-31.I-D   | Belluno                           | 1874            |
| Monte Mongioie                       | 2630         | 459              | 44° 10′ 30″ N, 7° 47′ 08″ L  | Alpes Lígures           | I/A-01.II-B   | Cuneo                             |                 |
| Ultner Hochwart                      | 2627         | 440              | 46° 30′ 42″ N, 10° 59′ 59″ L | Alpes de Ortler         | II/C-28.I-A   | Tirol do Sul                      |                 |
| Monte Pradella                       | 2626         | 348              | 45° 59′ 32″ N, 9° 51′ 02″ L  | Alpes de Bérgamo        | II/C-29.I-A   | Bergamo                           |                 |
| Cima d'Auta Orientale                | 2624         | 312              | 46° 24′ 02″ N, 11° 53′ 10″ L | Dolomitas - NW          | II/C-31.III-B | Belluno                           |                 |
| Monte Stelle delle Sute              | 2616         | 550              | 46° 12′ 39″ N, 11° 32′ 00″ L | Fiemme Alps             | II/C-31.V-B   | Trentino                          |                 |
| Pizzo dell'Alpe Gelato               | 2613         | 357              | 46° 14′ 59″ N, 8° 26′ 39″ L  | Ticino Alps             | I/B-10.II-A   | Ticino/V-C-O                      |                 |
| Monte le Stelière                    | 2612         | 301              | 44° 15′ 57″ N, 7° 06′ 26″ L  | Alpes Marítimos         | I/A-02.I-C    | Cuneo                             |                 |
| Monte Legnone                        | 2609         | 624              | 46° 05′ 41″ N, 9° 24′ 53″ L  | Alpes de Bérgamo        | II/C-29.I-B   | Lecco/Sondrio                     |                 |
| Cima del Rouss                       | 2604         | 381              | 44° 19′ 16″ N, 7° 00′ 00″ L  | Alpes Marítimos         | I/A-02.I-C    | Cuneo                             |                 |
| Campanile Ciastelin                  | 2602         | 395              | 46° 30′ 39″ N, 12° 22′ 38″ L | Dolomitas - NE          | II/C-31.I-E   | Belluno                           | 1890            |
| Becco di Mezzodì                     | 2602         | 325              | 46° 28′ 00″ N, 12° 06′ 52″ L | Dolomitas - NE          | II/C-31.I-D   | Belluno                           | 1872            |
| Monte Cabianca                       | 2601         | 312              | 46° 00′ 36″ N, 9° 52′ 01″ L  | Alpes de Bérgamo        | II/C-29.I-A   | Bergamo                           |                 |
| Monte Mars                           | 2600         | 409              | 45° 38′ 00″ N, 7° 54′ 55″ L  | Alpes Bieleses          | I/B-09.IV-A   | Aosta/Biella                      |                 |
| Gametzalpenkopf                      | 2594         | 306              | 46° 41′ 21″ N, 12° 06′ 32″ L | Dolomitas - NE          | II/C-31.I-B   | Tirol do Sul                      |                 |
| Monte Forno / Monte Gorio            | 2593         | 339              | 46° 17′ 43″ N, 8° 19′ 25″ L  | Leone-Gotthard Alps     | I/B-10.I-A    | V-C-O                             |                 |
| Kanin                                | 2587         | 1397             | 46° 21′ 36″ N, 13° 26′ 18″ L | Alpes Julianos          | II/C-34.I-B   | Udine/Eslovénia                   |                 |
| Monte Terza Grande                   | 2586         | 1277             | 46° 31′ 37″ N, 12° 37′ 17″ L | Alpes Cárnicos          | II/C-33.I-C   | Belluno                           |                 |
| Monte Cridola                        | 2581         | 538              | 46° 25′ 35″ N, 12° 29′ 12″ L | Pré-Alpes Cárnicos      | II/C-33.III-A | Belluno                           | 1884            |
| Hochspitz /M. Vancomun               | 2581         | 303              | 46° 39′ 26″ N, 12° 40′ 07″ L | Alpes Cárnicos          | II/C-33.I-A   | E-Tyrol/Belluno                   |                 |
| Plose (Große Gabler)                 | 2576         | 713              | 46° 41′ 23″ N, 11° 45′ 47″ L | Dolomitas - NW          | II/C-31.III-A | Tirol do Sul                      |                 |
| Cima delle Buse                      | 2574         | 318              | 46° 11′ 10″ N, 11° 29′ 53″ L | Fiemme Alps             | II/C-31.V-B   | Trentino                          |                 |
| Torrione dei Longerin                | 2571         | 536              | 46° 37′ 45″ N, 12° 33′ 41″ L | Alpes Cárnicos          | II/C-33.I-A   | Belluno                           |                 |
| Setsas                               | 2571         | 403              | 46° 31′ 10″ N, 11° 57′ 27″ L | Dolomitas - NE          | II/C-31.I-C   | Belluno                           |                 |
| Maurerkopf                           | 2567         | 352              | 46° 42′ 46″ N, 12° 02′ 02″ L | Dolomitas - NE          | II/C-31.I-B   | Tirol do Sul                      |                 |
| Schiara                              | 2565         | 964              | 46° 13′ 48″ N, 12° 10′ 56″ L | Dolomitas - SE          | II/C-31.II-B  | Belluno                           |                 |
| Monte Bo                             | 2556         | 616              | 45° 42′ 51″ N, 7° 59′ 56″ L  | Alpes Bieleses          | I/B-09.IV-A   | Biella                            |                 |
| Wolayer Seekopf / Monte Capolago     | 2554         | 585              | 46° 36′ 22″ N, 12° 51′ 39″ L | Alpes Cárnicos          | II/C-33.I-A   | Caríntia/Udine                    |                 |
| Pizzo Tre Signori                    | 2554         | 462              | 46° 00′ 43″ N, 9° 31′ 42″ L  | Alpes de Bérgamo        | II/C-29.I-B   | Berg/Lecc/Sond                    |                 |
| Modeon del Buinz                     | 2554         | 313              | 46° 25′ 00″ N, 13° 28′ 16″ L | Alpes Julianos          | II/C-34.I-A   | Udine                             |                 |
| Tàmer Piccolo                        | 2550         | 846              | 46° 18′ 38″ N, 12° 07′ 19″ L | Dolomitas - SE          | II/C-31.II-B  | Belluno                           | 1892            |
| Concarena (Cima della Bacchetta)     | 2549         | 721              | 46° 00′ 39″ N, 10° 16′ 48″ L | Pré-Alpes de Bérgamo    | II/C-29.II-C  | Bergamo                           |                 |
| Monte Brentoni                       | 2548         | 1017             | 46° 30′ 46″ N, 12° 33′ 57″ L | Alpes Cárnicos          | II/C-33.I-C   | Belluno                           |                 |
| Monfalcon di Montanaia               | 2548         | 499              | 46° 24′ 16″ N, 12° 29′ 10″ L | Pré-Alpes Cárnicos      | II/C-33.III-A | Bell./Pordenone                   |                 |
| Sass de Mura                         | 2547         | 1178             | 46° 09′ 49″ N, 11° 55′ 31″ L | Dolomitas - S           | II/C-31.IV-B  | Belluno/Trentino                  | 1881            |
| Monte Cresto                         | 2546         | 327              | 45° 40′ 51″ N, 7° 54′ 36″ L  | Alpes Bieleses          | I/B-09.IV-A   | Aosta/Biella                      |                 |
| Monte Talvena                        | 2542         | 602              | 46° 15′ 58″ N, 12° 09′ 21″ L | Dolomitas - SE          | II/C-31.II-B  | Belluno                           |                 |
| Pizzo Cavregasco                     | 2535         | 334              | 46° 14′ 22″ N, 9° 16′ 35″ L  | Alpes de Adula          | I/B-10.III-D  | Como/Sondrio                      |                 |
| Cima Quarazza                        | 2530         | 413              | 46° 07′ 47″ N, 11° 34′ 12″ L | Fiemme Alps             | II/C-31.V-B   | Trentino                          |                 |
| Cima Coltorondo                      | 2530         | 350              | 46° 15′ 21″ N, 11° 38′ 17″ L | Fiemme Alps             | II/C-31.V-B   | Trentino                          |                 |
| Presolana                            | 2521         | 725              | 45° 57′ 24″ N, 10° 03′ 19″ L | Pré-Alpes de Bérgamo    | II/C-29.II-C  | Bergamo                           | 1870            |
| Monte delle Scale                    | 2521         | 580              | 46° 30′ 09″ N, 10° 19′ 36″ L | Alpes de Livigno        | II/A-15.IV-A  | Sondrio                           |                 |
| Steinwand / Creta Verde              | 2520         | 509              | 46° 38′ 34″ N, 12° 47′ 32″ L | Alpes Cárnicos          | II/C-33.I-A   | Caríntia/Udine                    |                 |
| Monte Seleron                        | 2519         | 458              | 46° 06′ 00″ N, 9° 43′ 44″ L  | Alpes de Bérgamo        | II/C-29.I-A   | Sondrio                           |                 |
| Cima Busa Alta                       | 2513         | 331              | 46° 14′ 59″ N, 11° 36′ 34″ L | Fiemme Alps             | II/C-31.V-B   | Trentino                          |                 |
| Pizzo Arera                          | 2512         | 691              | 45° 56′ 05″ N, 9° 48′ 57″ L  | Pré-Alpes de Bérgamo    | II/C-29.II-B  | Bergamo                           |                 |
| Pizzo Alto                           | 2512         | 320              | 46° 04′ 39″ N, 9° 27′ 24″ L  | Alpes de Bérgamo        | II/C-29.I-B   | Lecco/Sondrio                     |                 |
| Villanderer Berg                     | 2509         | 426              | 46° 39′ 31″ N, 11° 25′ 08″ L | Alpes de Sarentino      | II/A-16.III-A | Tirol do Sul                      |                 |
| Cima di Pape / Cima di Sanson        | 2503         | 696              | 46° 20′ 04″ N, 11° 55′ 41″ L | Dolomitas - S           | II/C-31.IV-A  | Belluno                           |                 |
| Piz Ledu                             | 2503         | 375              | 46° 13′ 57″ N, 9° 19′ 18″ L  | Alpes de Adula          | I/B-10.III-D  | Como/Sondrio                      |                 |
| Castello di Moschesin                | 2499         | 314              | 46° 17′ 50″ N, 12° 07′ 58″ L | Dolomitas - SE          | II/C-31.II-B  | Belluno                           | 1885            |

## Apeninos
| Rank | Montanha                      | Altitude (m) | Proeminência (m) | Coordenadas                  | Província            | Cordilheira | 1.ª ascensão |
| ---- | ----------------------------- | ------------ | ---------------- | ---------------------------- | -------------------- | ----------- | ------------ |
| 1    | Corno Grande                  | 2912         | 2456             | 42° 28′ 12″ N, 13° 34′ 02″ L | Teramo               | Apeninos    |              |
| 2    | Monte Amaro                   | 2795         | 1812             | 42° 05′ N, 14° 05′ L         | Pescara e L'Aquila   | Apeninos    |              |
| 3    | Serra Dolcedorme              | 2267         | 1715             | 39° 54′ N, 16° 13′ L         | Potenza e Cosenza    | Apeninos    |              |
| 4    | Montalto                      | 1956         | 1710             | 38° 10′ N, 15° 55′ L         | Calabria             | Aspromonte  |              |
| 5    | Monte Cimone                  | 2165         | 1577             | 44° 12′ N, 10° 42′ L         | Modena               | Apeninos    |              |
| 6    | Monte Amiata                  | 1738         | 1490             | 42° 53′ N, 11° 37′ L         | Grosseto e Siena     | Apeninos    |              |
| 7    | Monte Lesima                  | 1724         | 848              | 44° 40′ N, 9° 15′ L          | Piacenza             | Apeninos    |              |
| 8    | Monte Vettore                 | 2476         | 1470             | 42° 50′ N, 13° 17′ L         | Ascoli Piceno        | Apeninos    |              |
| 9    | Monte Viglio                  | 2156         | 1410             | 41° 53′ N, 13° 23′ L         | L'Aquila             | Apeninos    |              |
| 10   | Monte Velino                  | 2486         | 1370             | 42° 09′ N, 13° 23′ L         | L'Aquila             | Apeninos    |              |
| 11   | Monte Petrella                | 1535         | 1370             | 41° 19′ N, 13° 40′ L         | Latina               | Apeninos    |              |
| 12   | Monte Cervati                 | 1898         | 1350             | 40° 17′ N, 15° 29′ L         | Salerno              | Apeninos    |              |
| 13   | Monte Miletto                 | 2050         | 1310             | 41° 27′ N, 14° 22′ L         | Caserta e Isernia    | Apeninos    |              |
| 14   | Botte Donato                  | 1928         | 1310             | 39° 17′ N, 16° 27′ L         | Cosenza              | Apeninos    |              |
| 15   | Monte Sant'Angelo a Tre Pizzi | 1444         | 1250             | 40° 39′ N, 14° 30′ L         | Nápoles e Salerno    | Apeninos    |              |
| 16   | Monte Semprevisa              | 1536         | 1230             | 41° 34′ N, 13° 06′ L         | Latina e Frosinone   | Apeninos    |              |
| 17   | Vesúvio                       | 1281         | 1230             | 40° 49′ N, 14° 26′ L         | Nápoles              | Apeninos    |              |
| 18   | Monte Pisanino                | 1946         | 1170             | 44° 08′ N, 10° 13′ L         | Lucca                | Apeninos    |              |
| 19   | Monte Terminillo              | 2216         | 1170             | 42° 28′ N, 13° 00′ L         | Rieti                | Apeninos    |              |
| 20   | Monte Gorzano                 | 2458         | 1170             | 42° 37′ N, 13° 24′ L         | Rieti e Teramo       | Apeninos    |              |
| 21   | Monte Cairo                   | 1669         | 1150             | 41° 33′ N, 13° 46′ L         | Frosinone            | Apeninos    |              |
| 22   | Monte Avella                  | 1598         | 1150             | 40° 59′ N, 14° 41′ L         | Avellino e Benevento | Apeninos    |              |
| 23   | Monte Sirino                  | 2005         | 1150             | 40° 08′ N, 15° 50′ L         | Potenza              | Apeninos    |              |
| 24   | Monte Cervialto               | 1809         | 1130             | 40° 47′ N, 15° 08′ L         | Avellino             | Apeninos    |              |
| 25   | Monte Maggiorasca             | 1799         | 939              | 44° 33′ N, 9° 29′ L          | Génova e Parma       | Apeninos    |              |
| 26   | Monte Taburno                 | 1394         | 1110             | 41° 06′ N, 14° 36′ L         | Benevento            | Apeninos    |              |
| 27   | Monte San Vicino              | 1469         | 1090             | 43° 20′ N, 13° 04′ L         | Macerata             | Apeninos    |              |
| 28   | Monte Catria                  | 1701         | 1066             | 43° 28′ N, 12° 42′ L         | Pesaro e Urbino      | Apeninos    |              |
| 29   | Monte Sirente                 | 2348         | 990              | 42° 09′ N, 13° 37′ L         | L'Aquila             | Apeninos    |              |
| 30   | Monte Greco                   | 2285         | 990              | 41° 48′ N, 14° 00′ L         | L'Aquila             | Apeninos    |              |

## Sicília
Picos mais altos por cordilheira.
| Ordem | Montanha          | Altitude (m) | Proeminência (m) | Coordenadas          | Cordilheira                   | Província | 1.ª ascensão |
| ----- | ----------------- | ------------ | ---------------- | -------------------- | ----------------------------- | --------- | ------------ |
| 1     | Etna              | 3329         | 3329             | 37° 45′ N, 15° 00′ L | pico independente             | Catania   |              |
| 2     | Pizzo Carbonara   | 1979         | 1196             | 37° 54′ N, 14° 02′ L | Madonie                       | Palermo   |              |
| 3     | Rocca Busambra    | 1601         | 1030             | 37° 51′ N, 13° 24′ L | Monti Sicani                  | Palermo   |              |
| 4     | Monte Soro        | 1857         | 970              | 37° 56′ N, 14° 42′ L | Nebrodi                       | Messina   |              |
| 5     | Montagna Grande   | 1374         | n.a.             | 37° 56′ N, 15° 11′ L | Peloritani                    | Messina   |              |
| 6     | Monte Pizzuta     | 1333         | n.a.             | 37° 59′ N, 13° 15′ L | Monti di Piana degli Albanesi | Palermo   |              |
| 7     | Monte Altesina    | 1192         | n.a.             | 37° 40′ N, 14° 17′ L | Montenhas Erean               | Enna      |              |
| 8     | Monte Sparagio    | 1110         | n.a.             | 38° 03′ N, 12° 46′ L | pico independente             | Trapani   |              |
| 9     | Monte Lauro       | 987          | n.a.             | 37° 07′ N, 14° 49′ L | Hyblaean Montanhas            | Siracusa  |              |
| 10    | Monte delle Felci | 962          | n.a.             | 38° 33′ N, 14° 50′ L | Ilhas Eólias                  | Messina   |              |

## Sardenha
| Ordem | Montanha          | Altitude (m) | Proeminência (m) | Coordenadas         | Cordilheira | Província | 1.ª ascensão |
| ----- | ----------------- | ------------ | ---------------- | ------------------- | ----------- | --------- | ------------ |
| 1     | La Marmora        | 1834         | 1834             | 40° 01′ N, 9° 18′ L |             | Sardenha  |              |
| 2     | Monte Linas       | 1216         | 1190             | 39° 27′ N, 8° 37′ L |             | Sardenha  |              |
| 3     | Monte Limbara     | 1365         | 1070             | 40° 51′ N, 9° 11′ L |             | Sardenha  |              |
| 4     | Monte is Caravius | 1116         | 970              | 39° 09′ N, 8° 50′ L |             | Sardenha  |              |

## Outras ilhas
| Ordem | Montanha      | Altitude (m) | Proeminência (m) | Coordenadas          | Província | Cordilheira | 1.ª ascensão |
| ----- | ------------- | ------------ | ---------------- | -------------------- | --------- | ----------- | ------------ |
| 1     | Monte Capanne | 1019         | 1019             | 42° 46′ N, 10° 10′ L | Livorno   | Elba        |              |